# (3229) Solnhofen
(3229) Solnhofen est un astéroïde de la ceinture principale.

## Description
(3229) Solnhofen est un astéroïde de la ceinture principale. Il fut découvert le 9 août 1916 à Bergedorf par Holger Thiele. Il présente une orbite caractérisée par un demi-grand axe de 2,31 UA, une excentricité de 0,15 et une inclinaison de 9,5° par rapport à l'écliptique.

## Compléments